# Pissonotus guttatus
Pissonotus guttatus är en insektsart som beskrevs av Spooner 1912. Pissonotus guttatus ingår i släktet Pissonotus och familjen sporrstritar. Inga underarter finns listade i Catalogue of Life.